# Alexandra do Nascimento
Alexandra Priscila do Nascimento Martínez (nacida el 16 de septiembre de 1981) es una jugadora de balonmano brasileña y elegida como mejor jugadora del mundo en 2012. Jugó en la selección brasileña y actualmente juega en el Handball Erice italiano.

## Carrera
Nació en 1981 en Limeira (São Paulo) pero pronto se mudó a Espírito Santo donde creció y empezó a jugar al balonmano.
En el  2003 emigró a Austria y empezó a jugar en Europa, en el Hipo Niederösterreich con el que consiguió 11 ligas y 11 copas austriacas. De ahí pasó por Hugría y Rumanía. En el 2020 fichó por el Bourg-de-Péage francés y anunció su retirada en el 2022 para ser madre. Tras su retirada se mudó a España, a Elche, donde fue reclutada por Joaquin Rocamora para el Club Balonmano Elche la temporada 2022–23 dónde sólo estuvo una temporada. En 2025 fichó por el Handball Erice italiano, en el que haría equipo con Alexandrina Barbosa y dirigida por Cristina Cabeza y ganó la Copa de Italia en su primera temporada.
En 2012 fue la primera jugadora de balonmano brasileña en ser nombrada Jugadora Mundial del Año de la IHF.
En 2020 participó por quinta vez en los Juegos Olímpicos con la selección brasileña (tras competir en 2004, 2008, 2012 y 2016).

### Clubes
- –2003: Guarulhos
- 2003–14: Hypo Niederösterreich
- 2014–16:[7][8] HCM Baia Mare
- 2016–17: Váci NKSE
- 2017–19: Alba Fehérvár KC
- 2019–20: Érd NK
- 2020–22:[9] Bourg-de-Péage DHB
- 2023–24:[10] Club Balonmano Elche
- 2025–: Handball Erice

## Galardones y trofeos

### Con clubes
- 11 x Liga Austriaca (2004, 2005, 2006, 2007, 2008, 2009, 2010, 2011, 2012, 2013, 2014)
- 11 x Copa de Austria (2004, 2005, 2006, 2007, 2008, 2009, 2010, 2011, 2012, 2013, 2014)
- 1 x Copa de Rumanía (2015)
- 1 x Recopa de Europa (2013)
- 1 x Trofeo de Campeones Baia Mare (2014)
- 1 x Copa Europea de la EHF (2023/24)[11]
- 1 x Copa de Italia (2025)[12]

### Con la selección brasileña
- 4 x Juegos Panamericanos (2003, 2007, 2011, 2015)
- 1 x Campeonato del mundo (2013)
- 5 x Campeonato Panamericano (2003, 2005, 2007, 2011, 2013)
- 1 x Medalla de plata (2009) en el Campamento Panamericano
- 1 x Campeonato Sudamericano (2013)
- 1 x Copa Providencia (2013)

### Premios y reconocimientos personales
- Jugadora mundial del año de la IHF de 2012
- Máxima goleadora del Mundial del 2011
- Segunda máxima goleadora del Campeonato del Mundo de 2013
- Segunda máxima goleadora de la EHF Champions League de 2010
- Mejor Lateral derecha de los Juegos Olímpicos de verano de 2012
- Mejor lateral derecha de la Federación austriaca de balonmano de la temporada 2013
- Jugadora más valiosa del Campeonato Panamericano de 2013

## Vida personal
Casada desde el 2011 con el jugador internacional hispano chileno Patricio Martínez.